# Литтл, Рой
Рой Литтл (англ. Roy Little; 1 июня 1931 — 29 января 2015) — английский футболист, защитник, наиболее известен по игре за «Манчестер Сити».

## Биография
Литтл бросил школу в возрасте 14 лет и начал работать. Его первым профессиональным клубом был «Манчестер Сити», куда он перешёл в августе 1949 года из любительской команды «Гринвуд Виктория». Он дебютировал в чемпионате лишь три года спустя, сыграв в январе 1953 года против «Ливерпуля» на «Энфилде». В том сезоне он сыграл лишь пять матчей, но в следующем году вытеснил из основного состава защитника Джека Ханнауэя. Играя по схеме 4-2-4 (план Реви), в рамках которой Литтл сформировал оборонительную связку с Джимми Мидоузом, «Манчестер Сити» дважды подряд выходил в финал Кубка Англии.
В финале Кубка Англии 1955 года против «Ньюкасл Юнайтед» отчаянный выпад Литтла не смог предотвратить гол Джеки Милберна менее чем через минуту после начала матча. В середине первого тайма партнёр Литтла по обороне, Мидоуз, получил травму, и, хотя «Манчестер Сити» сравнял счёт, итог игры был в пользу «Ньюкасла» — 3:1. Несмотря на поражение в финале кубка 1955 года, следующий сезон «Манчестер Сити» также провёл достойно. Литтл помог своему клубу занять четвёртое место в лиге и снова выйти в финал Кубка Англии, в котором «небесно-голубые» сошлись с «Бирмингем Сити». На этот раз «Манчестер Сити» забил быстрый гол, а к середине второго тайма вёл со счётом 3:1. Из-за серьёзной травмы вратаря «Манчестер Сити» Берта Траутманна капитан команды Рой Пол приказал стать в ворота Литтлу. Однако Траутманн принял решение продолжить игру и помог «Сити» удержать победу. Это был первый и единственный крупный титул в карьере Литтла. Три дня спустя рентген показал, что Траутманн сломал шею.
Литтл оставался игроком основного состава ещё два года, но в 1958 году проиграл конкуренцию Клиффу Сиру и 18 октября был продан в «Брайтон энд Хоув Альбион» за 4850 фунтов. В общей сложности за «Сити» он сыграл 187 матчей и забил два гола. Позже он играл за «Кристал Пэлас», который повысился в Третий дивизион. Он был одним из четырёх игроков, которые дебютировали за клуб в сезоне 1961/62. После 38 матчей за «стекольщиков» Литтл стал играющим тренером «Дувра».
После ухода из профессионального футбола Литтл вернулся в Манчестер и устроился на работу в спортивный центр Манчестерского университета в Вайтеншейве, где работал в течение 25 лет до выхода на пенсию. В его честь был назван университетский футбольный турнир.
Литтл умер 29 января 2015 года в Манчестере в возрасте 83 лет.